# Adolf Grohmann (Arabist)
Adolf Grohmann (* 1. März 1887 in Graz, Österreich-Ungarn; † 21. September 1977 in Innsbruck) war ein österreichischer Arabist und Semitist.

## Leben
Adolf Grohmann widmete sich nach abgelegter Matura den Studien der semitischen Philologie, Ägyptologie, Kulturgeschichte des vorderen Orients sowie der orientalischen Archäologie an der Universität Wien. 1911 wurde Grohmann zum Dr. phil. promoviert, 1916 erfolgte seine Habilitation für Sprach- und Altertumskunde des vorderen Orients, 1921 wurde er zum außerordentlichen Professor ernannt.
1918 wurde Grohmann Leiter der Papyrussammlung der Österreichischen Nationalbibliothek.
1923 folgte Grohmann einem Ruf auf den Lehrstuhl für semitische Philologie an die Deutsche Universität Prag, den er bis 1945 ausfüllte und leitete dort das „Orientalische Institut“ der Reinhard-Heydrich-Stiftung. In der Folge hielt er von 1949 bis 1956 eine Professur für Moslem History and Archaeology an der Fu'ād-I-Universität, der heutigen Universität Kairo, inne. Zusätzlich lehrte Adolf Grohmann von 1949 bis 1962 als Honorarprofessor an der Universität Innsbruck.
Grohmann – er nahm 1914 an der österreichisch-ungarischen Grabung in Balata in Palästina teil – war seit 1930 mit der Herausgabe der arabischen Papyri der Königlichen Ägyptischen Bibliothek in Kairo betraut. Von 1930 bis 1939 hielt er sich zu diesem Zweck jedes Jahr einige Monate in Kairo auf. Im Frühjahr 1939 hielt sich Grohmann in Ägypten auf. 1938 wurde er als korrespondierendes Mitglied in die Österreichische Akademie der Wissenschaften (wirkliches Mitglied 1961) sowie als Mitglied in das Institut d’Egypte in Kairo aufgenommen.
Am 3. Januar 1939 beantragte Grohmann die Aufnahme in die NSDAP und wurde rückwirkend zum 1. Dezember 1938 aufgenommen (Mitgliedsnummer 6.652.055). Im März 1941 wurde Grohmann beauftragt, „eine 4.000 Bände umfassende jüdische Bibliothek in Mähr.-Ostrau zu besichtigen und gegebenenfalls für“ das Seminar in Prag „zu übernehmen“. Im Oktober 1941 wurde Grohmann durch das Reichsministerium für Wissenschaft, Erziehung und Volksbildung (REM) mitgeteilt, dass ihn Adolf Hitler „unter Berufung in das Beamtenverhältnis auf Lebenszeit zum ordentlichen Professor im Reichsdienst ernannt“ habe, dass ihm durch das REM im Einvernehmen mit dem Reichsprotektor in Böhmen und Mähren mit Wirkung vom 1. August 1941 ab die freie Planstelle eines ordentlichen Professors in der Philosophischen Fakultät der Deutschen Karls-Universität in Prag verliehen und dass er gleichzeitig zum Direktor des Seminars für Semitische Philologie und Islamkunde an der Universität bestellt worden war.
Auf die Aufforderung der Hamburger Orientalisten Arthur Schaade und Carl Rathjens, sich der deutsch-jüdischen Promovendin Hedwig Klein anzunehmen, die 1939 erfolglos versucht hatte, über Antwerpen nach Indien zu emigrieren und die am 11. Juli 1942 nach Auschwitz deportiert worden war, reagierte Grohmann ablehnend; er glaube nicht, „dass eine weitere Mitarbeit der Genannten in Frage kommt, schon aus Prestigegründen.“ Klein wurde in Auschwitz ermordet. Kurz vor Kriegsende reichte Grohmann beim Kurator der deutschen wissenschaftlichen Hochschulen in Prag eine Bitte „um Dienstbefreiung für die Zeit vom 15.3. bis 20.4.1945“ ein, „zwecks Durchführung eines mir erteilten Forschungsauftrages im Rahmen der Reinhard Heydrich-Stiftung und des Orientalischen Instituts“. Zu diesem Zeitpunkt hatte Grohmann bereits seine Flucht nach Österreich und die Rettung seiner Privatbibliothek in die Wege geleitet. 1945 floh Grohmann nach Innsbruck.
Adolf Grohmann galt und gilt nach wie vor als ein Experte für die arabische Papyrologie und Epigraphik. „Um seine Arabische Paläographie, ein Standardwerk zum arabischen Schrifttum, kommt man nicht herum, wenn man sich wissenschaftlich mit dem Arabischen beschäftigt“, so Gudrun Harrer, die Grohmanns Karriere von Prag (1941) bis zum baldigen „Neuanfang“ nach der Zäsur 1945 als typisch bezeichnet: „typisch für jene Generation österreichischer Orientalisten, die von Deutschnationalen, später Nazis, dominiert wurde.“

## Schriften (Auswahl)
- Über den Ursprung und die Entwicklung der äthiopischen Schrift, 1914
- Aethiopische Marienhymnen Leipzig 1919.
- Süd-arabien als Wirtschaftsgebiet. Band 1, Reihe: Schriften der philosophischen Fakultät der Deutschen Universität in Prag, 7. Rohrer, 1930
- Stand und Aufgaben der arabischen Papyrologie im Rahmen der Arabistik. 1939
- Arabic Papyri in the Egyptian Library, Egyptian Library Press, 1955
- Einführung und Chrestomathie zur arabischen Papyruskunde. Band 1, Státni pedagogické nakladelstvi, Prag 1955
- Studien zur historischen Geographie und Verwaltung des frühmittelalterlichen Ägypten, Rohrer, 1959
- Paläographische Probleme im Rahmen der arabischen Papyrologie, Rohrer, 1960
- Papyrologische Studien : zum privaten und gesellschaftlichen Leben in den ersten islamischen Jahrhunderten, Otto Harrassowitz Verlag, Wiesbaden 1995